# Farsetia pedicellata
Farsetia pedicellata är en korsblommig växtart som beskrevs av Bengt Edvard Jonsell. Farsetia pedicellata ingår i släktet Farsetia och familjen korsblommiga växter. Inga underarter finns listade i Catalogue of Life.